# Лига Бет
Лига Бет (Иврит: ליגה ב׳) — четвёртый по силе футбольный дивизион Израиля.

## История
Лига Бет в Израиле была создана в сезоне 1949/50 годов, год спустя после обретения страной независимости. Однако финансовый кризис и военные действия привели к пропуску сезона 1950/51. В сезоне 1951/52 лига возобновила функционирование и получила название Лига Бет как второй дивизион. Также был пропущен сезон 1952/53, и только в сезоне 1953/54 соревнования возобновились.
В сезоне 1955/56 Национальная лига получила статус высшего дивизиона, и поэтому Лига Бет стала четвёртым по силе дивизионом. Летом 1976 после реструктуризации Лига Арцит стала вторым дивизионом, Лига Алеф — третьим, а Лига Бет — четвёртым. В 1999 высшим дивизионом стала Премьер-лига, первым — Национальная лига, а Лига Бет осталась четвёртым по силе дивизионом.

## Структура
На сегодняшний день Лига Бет разбита на 4 региональных поддивизиона, Южный Алеф, Южный Бет, Северный Алеф и Северный Бет.
В каждом дивизионе по 16 клубов, и победители дивизионов разыгрывают путёвки в Лигу Алеф. 
Занявшие 2 последних места команды переводятся в Лигу Гимел.

### Состав команд лиги
В сезоне 2017-18 года состав лиги таков:
| Лига Бет Север Алеф - Ирони Бней Кабул - Ахкей Акко - Ихуд Бней Кафр Кара - Бейтар Нахария - Маккаби Бней Нахав Касем - Хапоэль Кохав - МС Цеирей Тамра - Маккаби Секция Моадон Таршиха - Маккаби Цеирей Шфарам - Хапоэль Бояна - МС Цеирей Кафр Кана - МС Ахава Кафр Манда - МС Ахава Арава - Ихув Бней Маждал Каром - МС Джолис - Хапоэль Ихуд Бней Самиа - МС Мамба а-Голан вэа-Галиль | Лига Бет Север Бет - Бейтар Кфар Саба - М.С. Бней Яффо Ортодоксим - М.С. Димона - М.С. Кафр Касм - М.С. Шикун а-Мизрах - Акоах Амидар Рамат-Ган - Хапоэль Азор - Хапоэль Бик'ат а-Ярден - Хапоэль Ирони Ход а-Шарон - Хапоэль Кфар Шалом - Хапоэль Махане Йеуда - Хапоэль Марморек Реховот Хаим - Маккаби Яффо Кабилио - Маккаби Кирьят-Гат - Маккаби Явне - Секция Нес-Циона - Ихуд Бней Бака | Лига Бет Юг Алеф - Маккаби Кирьят-Гат - Маккаби Явне - Секция Нес-Циона | Лига Бет Юг Бет - Маккаби Кирьят-Гат - Маккаби Явне - Секция Нес-Циона |